# Kraków-Balices flygplats
Kraków-Balices flygplats (officiellt namn: Międzynarodowy Port Lotniczy imienia Jana Pawła II Kraków-Balice, efter Johannes Paulus II) är en internationell flygplats i Kraków, Polen.

## Statistik
Antal passagerare: 3 014 060 (2011), 3 068 199 (2007), 2 367 257 (2006), 1 586 130 (2005), 841 123 (2004), 593 214 (2003), 500 852 (2002), 549 298 (2001), 517 015 (2000)

Antal flygplansrörelser (start och landningar): 32 803 (2011), 39 322 (2006), 34 313 (2005), 26 171 (2004), 17 029 (2003), 15 290, (2002), 16 674 (2001), 15 288 (2000)
Största operatörer (2011): Ryanair (40,7%), EasyJet (14,3%), LOT (12,6%), Lufthansa (10,4%), Norwegian (5,8%), Czarter (5,7%) 
Antal Destinationer: 46 (juni 2012)

## Flygplatsen och framtida utveckling
Under 2011 uppgick antalet passagerare till 3 014 060, att jämföra med åren innan då antalet passagerare uppgick till 2 863 996 (2010) och 1 586 130 (2005). Flygplatsen har inte hunnit expandera i den takt som skulle behövas för att ta emot så många passagerare. Under år 2006 och 2007 har större om- och tillbyggnader genomförts, bland annat har en ny inrikesterminal byggts och tagits i bruk. Utrikesterminalen har anpassats till att kunna hantera passagerare från respektive utanför Schengenområdet.
Krakóws ökade popularitet som turistort och öppnandet av flera lågprislinjer (bland annat Ryanair, Easyjet, och Norwegian) de senaste åren har bidragit till den mycket kraftiga ökningen av antalet passagerare. Som följd av detta planeras en utbyggnad av ytan för uppställningsplatser för flygplan från 9,4 till 15 hektar samt en utbyggnad av parkeringen till ett parkeringshus. En utbyggnad av utrikesterminalen är också planerad. I bägge terminalerna finns bland annat kaféer, restaurang, taxfreebutik, växlingskontor, bank, tidningsstånd och biluthyrning.

## Kommunikation till/från flygplatsen
Sedan 28 september 2015 finns det direkt tågförbindelse Kraków Airport-Kraków Główny (Centralstationen). Resan tar ca 20 min och tågen avgår var 30:e min.
Den redan befintliga snabbspårvägen går för närvarande inte ända fram till själva flygplatsen utan stannar c:a 200 meter från entrén; bussar slussar gratis passagerare till/från snabbspårvägen. En förlängning av denna linje så att dess hållplats är precis intill själva terminalen är planerad. En enkel resa tar c:a 15 minuter.
Busslinje nummer 292, 902 samt 208 trafikerar flygplatsen. En enkel resa tar mellan 35 och 40 minuter.
Taxi finns normalt att tillgå och tar till centrum c:a 15-20 minuter. Man bör vara noga med att kolla att taxametern är igång. Resan borde inte kosta mer än 100 złoty , förutsatt att man inte valt att resa långt utanför centrum, tex. området Nowa Huta. Taxi är allmänt mycket billigt i Polen.

## Destinationer och flygbolag[1][2]
| Air France          | Paris |
| Austrian Airlines   | Wien |
| British Airways     | London (Heathrow) |
| Easyjet             | Basel, Belfast, Edinburgh, Liverpool, London (Gatwick), Paris |
| Eurowings           | Dusseldorf |
| Finnair             | Helsingfors |
| flydubai            | Dubai |
| Jet2.com            | Manchester, Newcastle |
| KLM                 | Amsterdam |
| LOT Polish Airlines | Bydgoszcz, Chicago, Dubrovnik, Gdansk, New York, Olsztyn, Tel Aviv, Warszawa |
| Lufthansa           | Frankfurt, München |
| Luxair              | Luxembourg |
| Norwegian           | Bergen, Köpenhamn, Oslo, Stavanger, Stockholm, Trondheim |
| Ryanair             | Agadir, Alicante, Ancona, Aten, Barcelona, Bari, Berlin, Billund, Birmingham, Bologna, Burgas, Bournemouth, Bristol, Bryssel, Budapest, Cagliari, Catania, Chania, Dortmund, Dublin, East Midlands, Edinburgh, Eindhoven, Gdansk, Glasgow, Göteborg, Gran Canaria, Köpenhamn, Korfu, Lamezia Terme, Leeds, Lille, Lissabon, Liverpool, London (Luton, Stanstead), Madrid, Malaga, Malta, Manchester, Marseille, Milano, Neapel, Newcastle, Nürnberg, Olsztyn, Oslo, Palermo, Palma de Mallorca, Paphos, Paris, Pescara, Pisa, Podgorica, Porto, Prag, Riga, Rimini, Rom, Santorini, Sevilla, Shannon, Stockholm, Szczecin, Tel Aviv, Teneriffa, Tessaloniki, Turin, Valencia, Venedig, Wien, Zadar |
| SAS                 | Köpenhamn |
| SWISS               | Zürich |
| Transavia           | Eindhoven, Paris |
| Wizz                | Abu Dhabi, Barcelona, Bari, Bergen, Billund, Birmingham, Burgas, Catania, Doncaster, Eindhoven, Heraklion, Kutaisi, Larnaca, London (Gatwick, Luton), Lyon, Milano, Nice, Oslo, Reykjavik, Rom, Santorini, Split, Stavanger, Stockholm, Tel Aviv |